# Blastoidea
Classe
Sous-classes de rang inférieur
- † Fissiculata
- † Spiraculata

Position phylogénétique
- Bilatériens
  - Orthonectides
  - Acœles
  - Némertodermatides
  - Deutérostomiens
    - Chordata
      - Céphalochordés
      - Olfactores
        - Tuniciers
        - Crâniés
          - Myxines
          - Vertébrés

    - Xénambulacraires
      - Xénoturbellides
      - Ambulacraires
        - Hémichordés
        - Échinodermes

  - Protostomiens
    - Chétognathes ?
    - Lophotrochozoaires
    - Ecdysozoaires

Groupe frère : Hemichordata
Les Blastoïdes ou Blastoidea (du grec βλαστός « à tige ») sont une classe éteinte de petits échinodermes, connus par leurs fossiles.

## Description et caractéristiques
Beaucoup de ces fossiles rappellent par leur forme de petites noix de pécan. Comme leurs cousins les crinoïdes, les blastoïdes étaient des suspensivores sessiles, se nourrissant par filtration de l'eau. Comme chez la plupart des échinodermes, leur corps était protégé par un ensemble de plaques calcaires emboîtées et fermement soudées formant une « thèque » solide à la symétrie pentaradiaire marquée. Celle-ci comporte la bouche au centre, entourée de cinq dépressions buccales (les ambulacres) disposées en pétales et supportant des organes filtreurs appelés brachioles, ainsi que les pores respiratoires débouchant vers des hydrospires, formant un système respiratoire complexe (ce qui est rare chez les échinodermes). Cette thèque se trouvait à l'extrémité d'une tige faite d'articles circulaires emboîtés (comme chez les crinoïdes à tige), l'autre extrémité étant fixée au substrat.

## Registre fossile
Comme de nombreuses autres classes d'échinodermes, les Blastoïdes apparaissent durant l'Ordovicien (vers -488 millions d'années) et atteignent leur plus grande diversité au cours du Mississippien, la sous-période supérieure du Carbonifère. Ils ont donc été assez abondants sur une période de 250 Ma (spécialement vers -350 millions d'années), même si ce groupe est globalement moins présent et moins diversifié que d'autres groupes d'échinodermes comme celui des Crinoïdes. Contrairement à ces derniers, les Blastoïdes ne survivent pas à l'extinction Permien-Trias qui se produit il y a 252 Ma, à la fin du Permien. 
Ce groupe a été décrit et défini par l'américain Thomas Say en 1825.

## Classification
Selon BioLib (6 juin 2016) :
- ordre Coronata †
  - famille Stephanoblastidae Jaekel, 1918 †
  - famille Stephanocrinidae Wachsmuth & Springer, 1886 †
- ordre Fissiculata †
  - famille Brachyschismatidae Fay, 1961 †
  - famille Codasteridae Etheridge & Carpenter, 1886 †
  - famille Neoschismatidae Wanner, 1940 †
  - famille Phaenoschismatidae Etheridge & Carpenter, 1886 †
- ordre Spiraculata †
  - famille Orbitremitidae Bather, 1899 †
  - famille Pentremitidae d'Orbigny, 1851 †
  - famille Schizoblastidae Etheridge & Carpenter, 1886 †

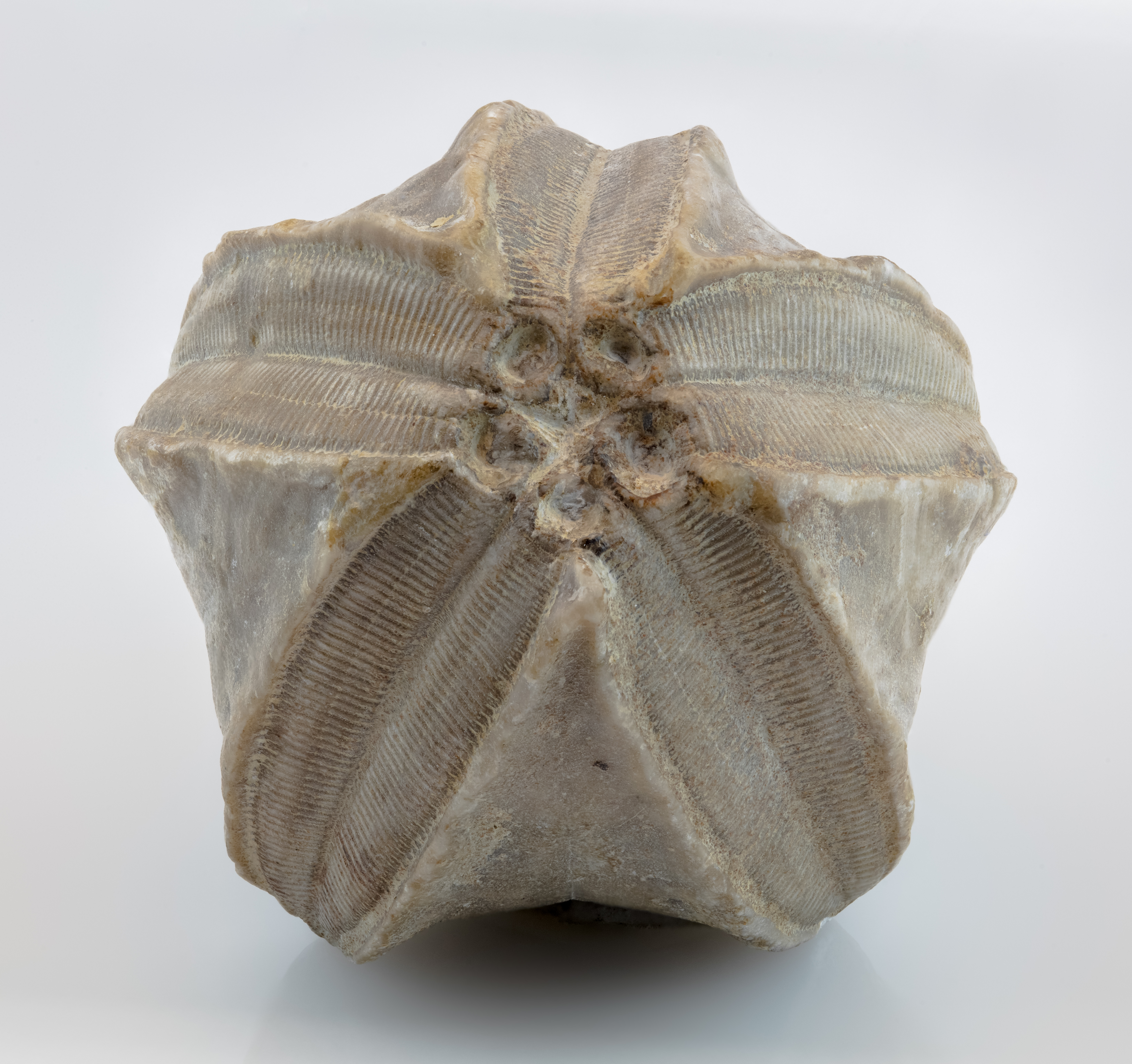
Fossile de Pentremites godoni
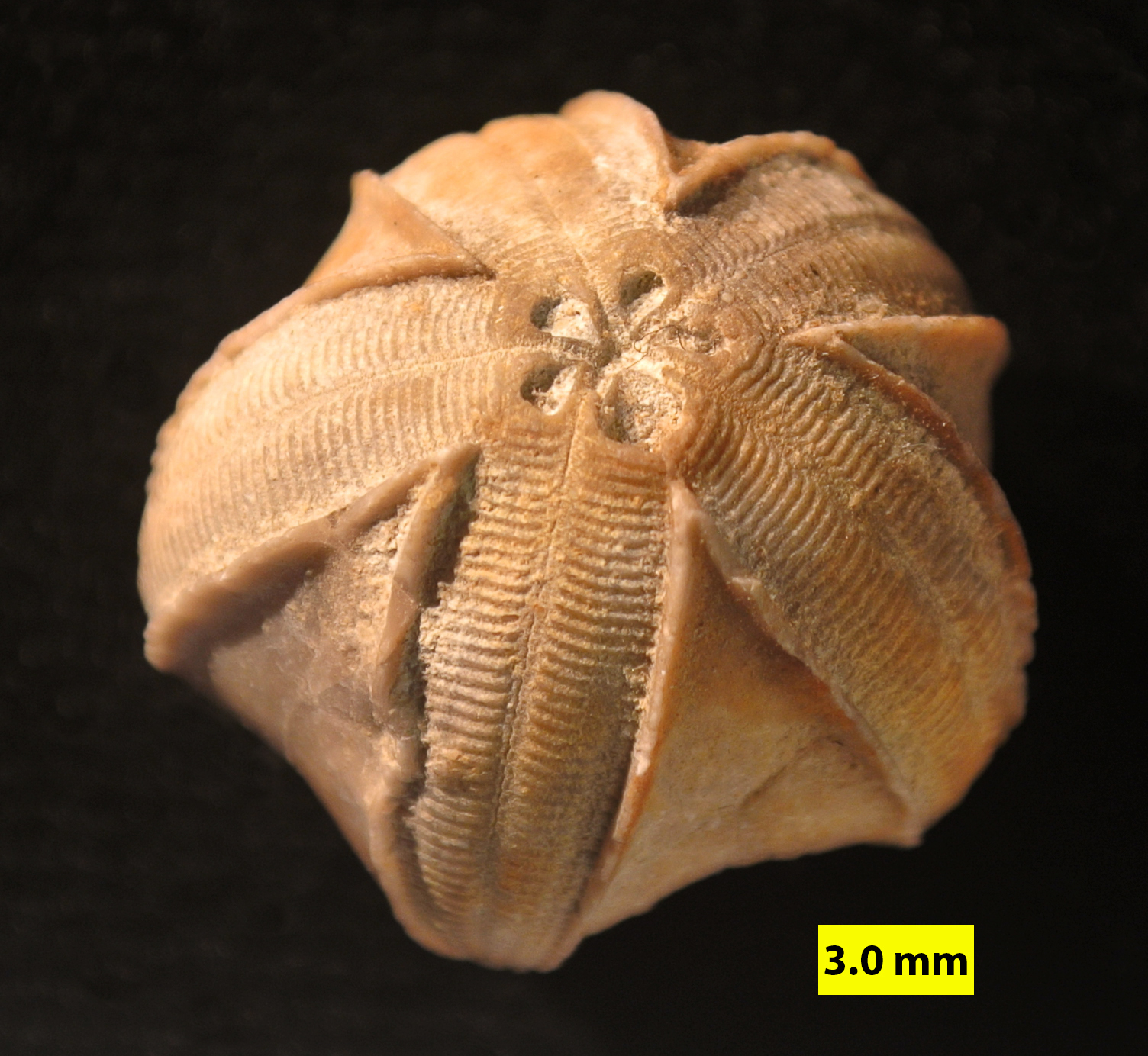
Fossile de Pentremites sp.
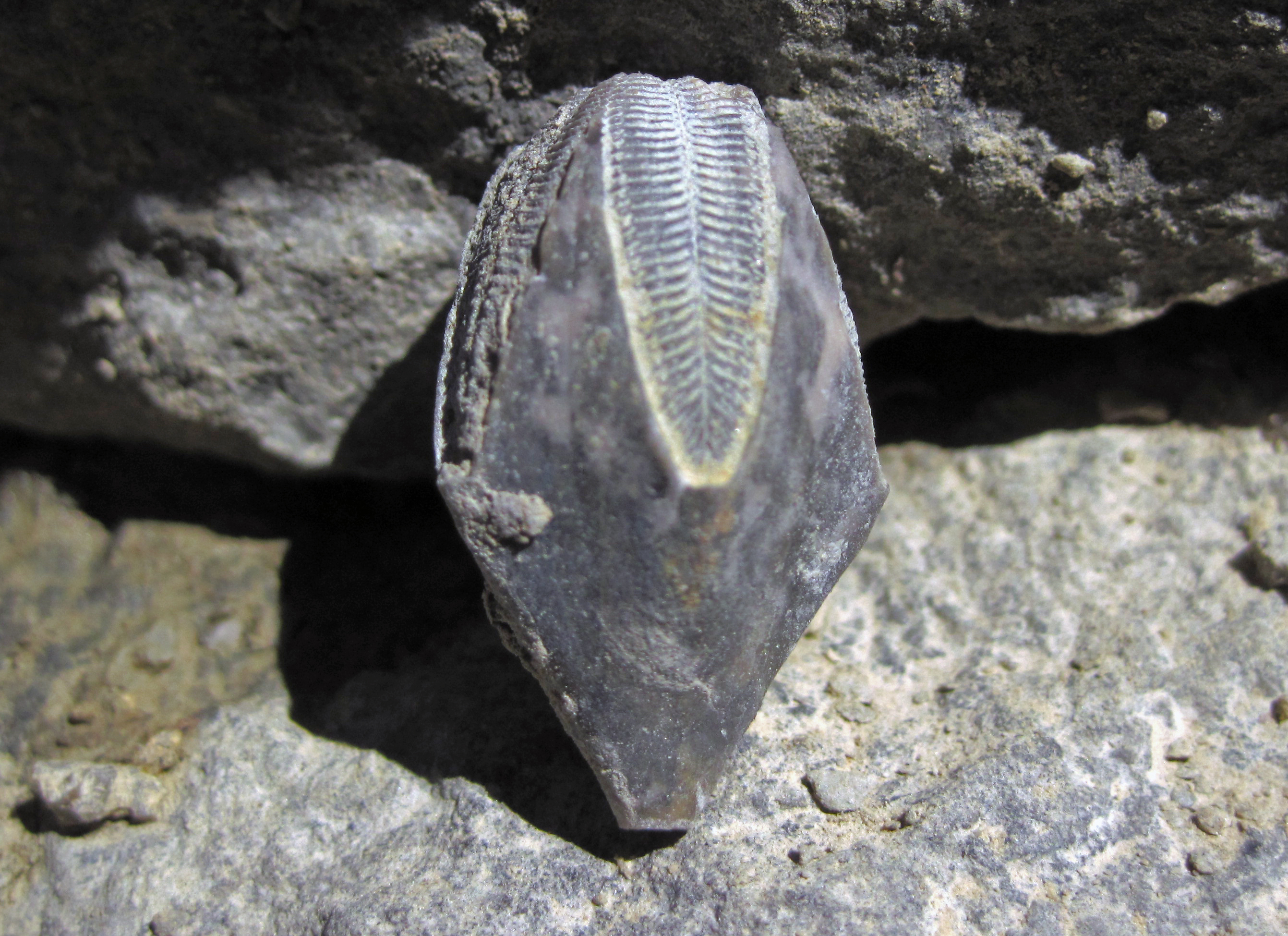
Pentremites meganae
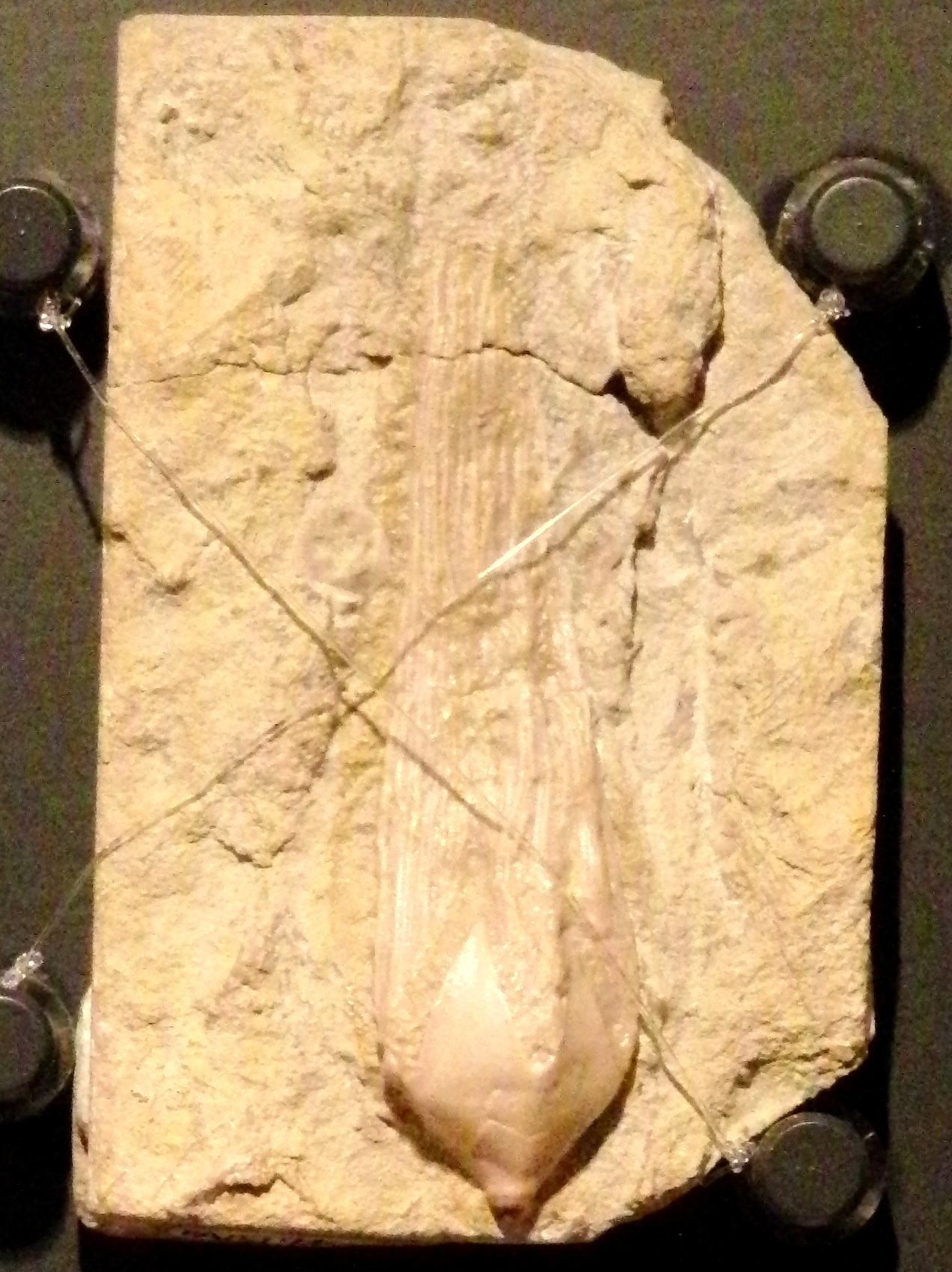
Pentremites welleri (Carbonifère, Illinois).
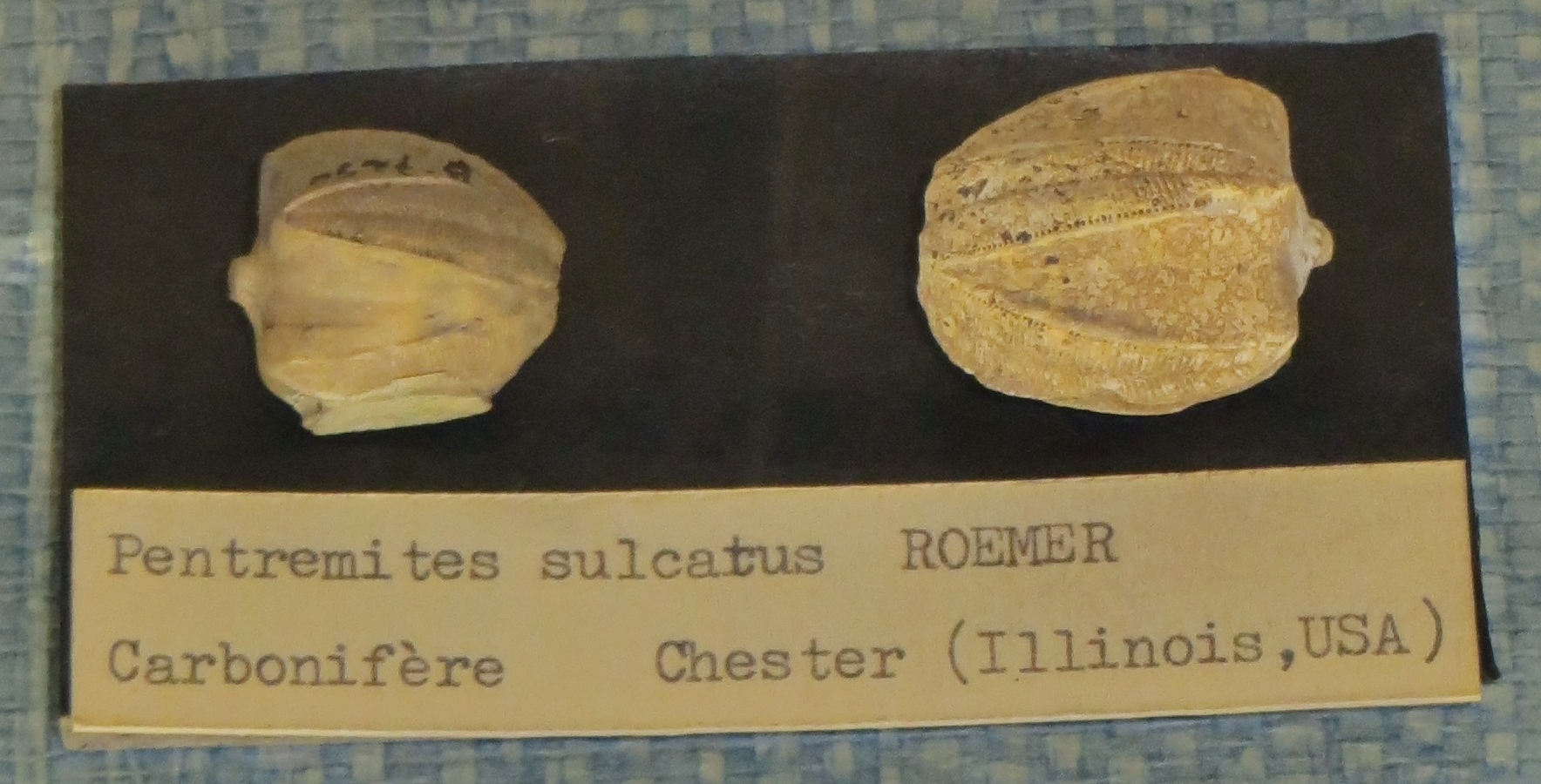
Pentremites sulcatus (Carbonifère, Muséum national d'histoire naturelle).
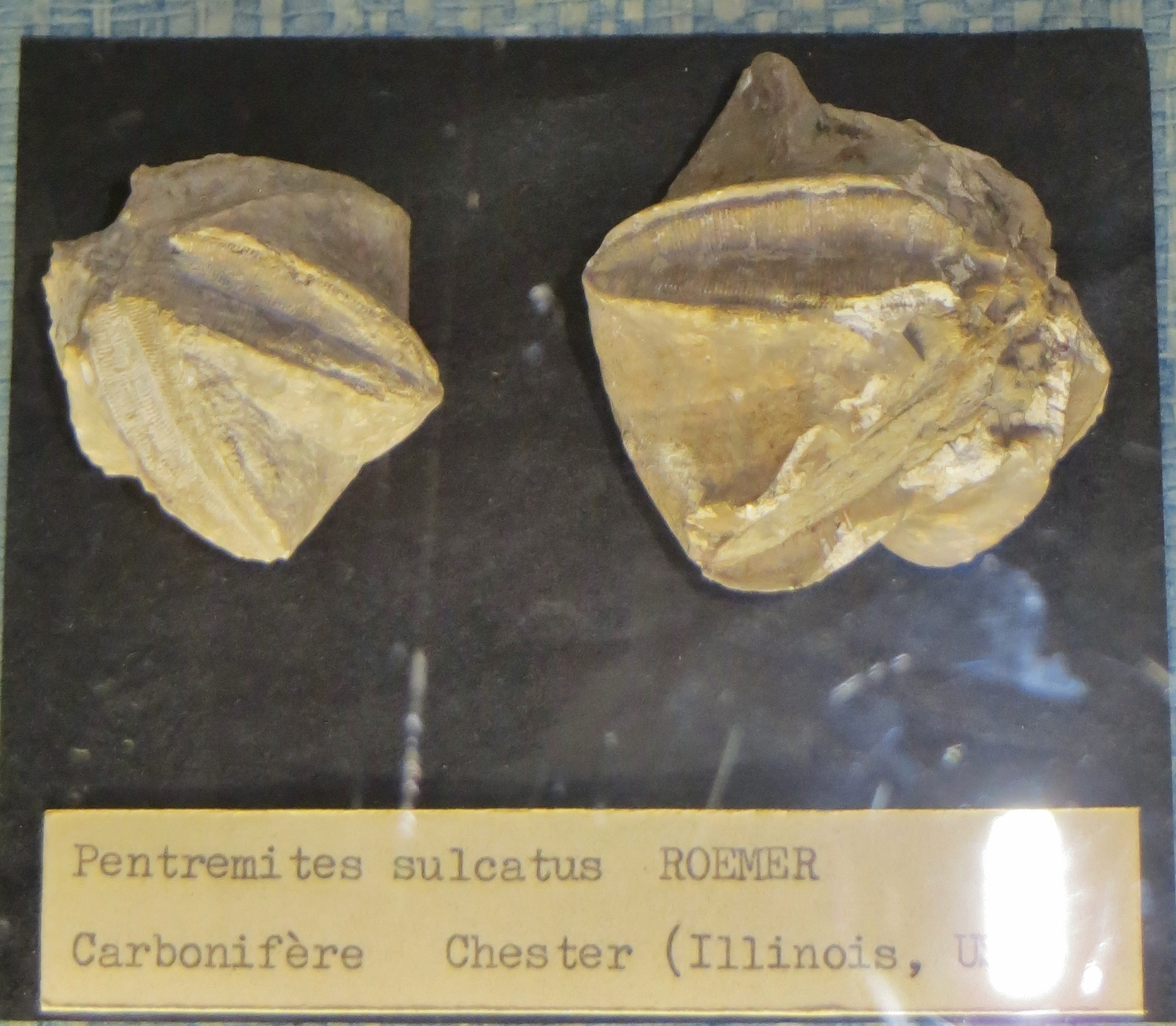
idem.